# حصارسيد لر (قشلاق أهر)
حصارسيد لر (بالفارسية: حصار سیدلر) هي منطقة سكنية تقع في إيران في قسم قشلاق الریفي. يقدر عدد سكانها بـ 34 نسمة .